# Cem Arslan

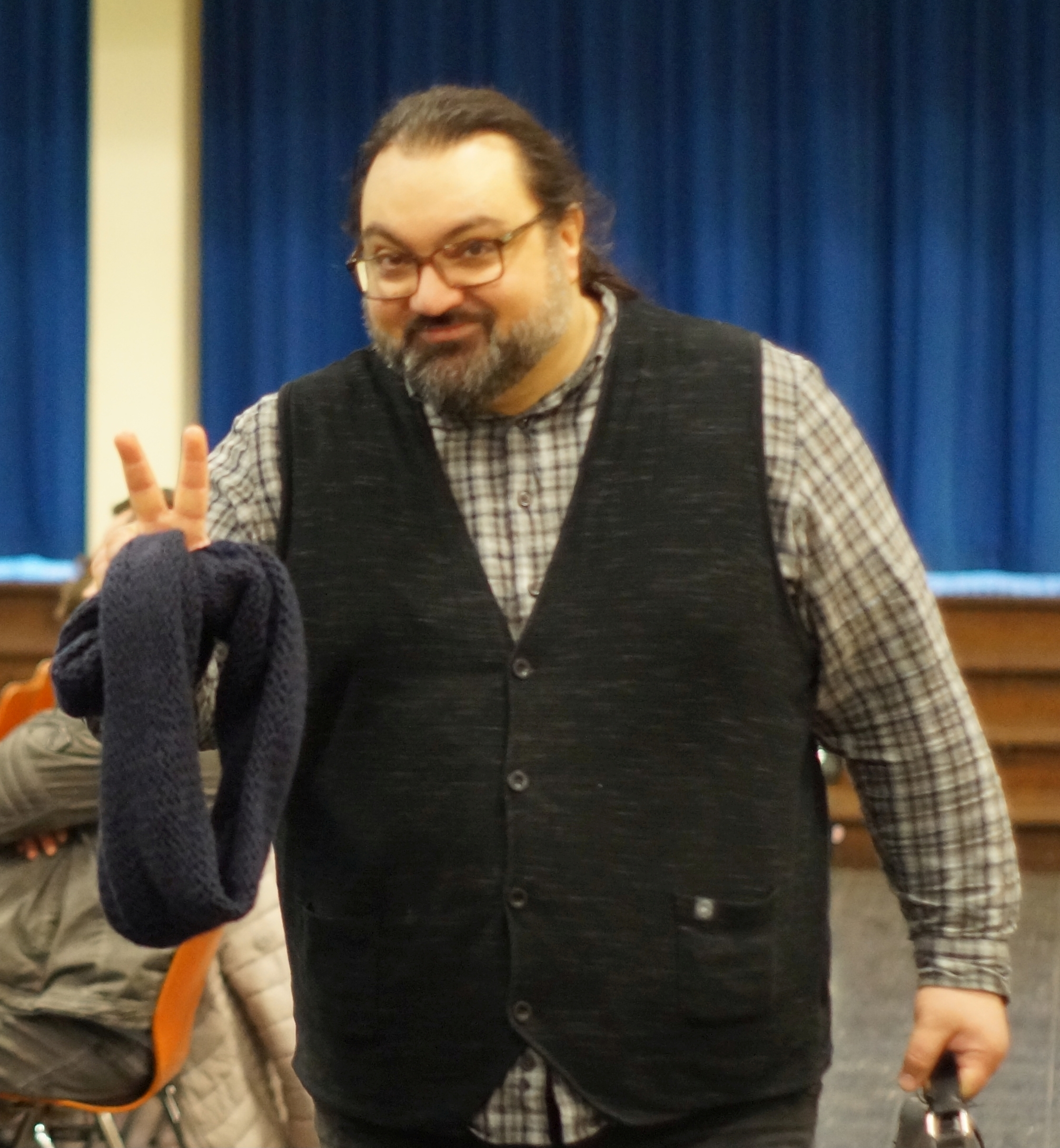
Cem Arslan, 2019

Cem Arslan (* 10. Januar 1977 in Duisburg; † 20. November 2021 ebenda) war ein deutscher Filmregisseur, Drehbuchautor und Produzent mit alevitisch-kurdischen Wurzeln. Ein Schwerpunkt seiner Arbeit waren partizipative Jugendfilmprojekte mit professionellem Anspruch. Gemeinsam mit Jugendlichen des Jugendrings Dortmund produzierte er den Kurzfilm Hope. Er lief auf dem Kerry-Film-Festival und nahm weltweit an 12 weiteren Filmfestivals teil. Sein Film Races, entstanden in einem Projekt des Westfalen-Kollegs Dortmund, gewann unter anderem den schul.in-do Award 2018 und den Heinrich-Schmitz-Preis 2018 und nahm an Filmfestivals teil. Eine Interviewserie zum Film Races gewann 2020 ebenfalls den Heinrich-Schmitz-Preis.

## Leben
Cem Arslans Vater war alevitischer Kurde und stammte aus dem Dorf Çiftlik Köyü in der Provinz Elazığ. Er kam 1964 im Rahmen des Abwerbeabkommens nach Deutschland. Seine Mutter stammt aus Kuşaklı Köyü in der Provinz Tunceli. Cem Arslan war das fünfte von insgesamt sieben Kindern der Familie. Von 1987 bis 1994 lebte er in Rheinland-Pfalz. Dort besuchte er die Pestalozzi Hauptschule und erwarb anschließend die Fachhochschulreife an den Berufsbildenden Schulen Ludwigshafen und am Kaufmännischen Berufskolleg Duisburg. Es folgte ab 1999 ein Studium der Medientechnik an der Fachhochschule Düsseldorf und von 2004 bis 2007 ein Studium an der Kunstakademie Düsseldorf bei Professor Vadim Glowna. Dort erwarb er 2007 das Abschlusszertifikat Regie.
Von 2004 bis 2012 arbeitete er freiberuflich für den WDR als EB-Techniker und ab 2009 auch als freier Autor für die WDR Lokalzeit und WDR Hier und Heute. Von 2016 bis 2018 war er als Locationscout für die filmpool entertainment GmbH tätig.
Ab 2002 entstanden erste Projektarbeiten und Studienfilme, die er als Regisseur und Tonmeister begleitete. Im Rahmen des Projektes X Wohnungen drehte Cem Arslan mit Götz George ein „Schimanski Home-Video“. Das Video war Teil einer Performance des Tatort-Ausstatters Jochen Schumacher. Er verwandelte eine leerstehende Wohnung in Duisburg-Marxloh in die Wohnung von Horst Schimanski. Auf einem Fernseher lief das von Cem Arslan unter der Regie von George gedrehte und geschnittene Video. Für das von Arved Schultze und Steffi Wurster herausgegebene Buch zum Projekt steuerte Cem Arslan eine multimediale CD bei.
Bereits in seinen frühen Arbeiten setzte er sich mit der Lebenswirklichkeit junger Menschen auseinander. 2011 entstand mit Jugendlichen des Jugendzentrums Zoff in Moers sein Kurzspielfilm „Pudding ohne Milch“. Unter der Regie von Cem Arslan entstand eine Geschichte, die die soziale Realität junger Menschen, die in Armut leben, beschreibt. Begleitet wurden sie von einem professionellen Filmteam. In den nächsten Jahren entstanden nach diesem Konzept weitere Filme, die sich mit Rassismus, Ausgrenzung und den Menschenrechten auseinandersetzen. Von der ersten Idee bis zum fertigen Film waren die Jugendlichen und jungen Erwachsenen in alle Entscheidungen eingebunden. Ein professionelles Filmteam unterstützte sie bei Umsetzung und Fertigstellung. Trotz der Besetzung der Rollen mit jugendlichen Laiendarstellern gelang dem Film HOPE die Teilnahme an zahlreichen Festivals. So wurde er am 18. Oktober 2018 auf dem Kerry Film Festival gezeigt und kam in die offizielle Auswahl des ARTE Kurzfilmwettbewerbs „Grenzenlos“.
Im Rahmen des Projektes „Menschenrechte verteidigen – Zivilcourage zeigen“ entstand mit Dortmunder Jugendlichen 2013 der Film Heimat. Dieser Film praktiziert multilineares Erzählen und damit interaktives Kino.
Auch der Film RACES wurde für Festivals nominiert und lief auf dem Niederrhein-Filmfestival in Wesel. Auch außerhalb der Filmwelt wurde er für sein Konzept und seine Auseinandersetzung mit dem Rassismus gewürdigt. Dafür wurde er unter anderem mit dem Heinrich-Schmitz-Preis und dem „schul.inn.do-Award“ ausgezeichnet und für den Integrationspreis der Stadt Dortmund nominiert. „Meine Familie hat Verfolgung erlebt und dann die Anschläge in Solingen und Mölln gesehen. Als Filmemacher habe ich mich mit dem Thema auseinandergesetzt,“ beschrieb Cem Arslan seine Motivation.

## Filmografie (Auswahl)
- 2011 Pudding ohne Milch (Regie)
- 2013 Free Monkeys (Filmtonmeister)[13]
- 2013 Kleine Fische bringen Glück (Filmtonmeister)
- 2013  Heimat (Regie, Drehbuch)[14]
- 2013 Mobbing in Love (Regie, Drehbuch)
- 2014 Mein letztes Konzert (Filmtonmeister)
- 2014 LebensBILDUNG (Regie, Drehbuch)
- 2014 Chancengleichheit – Nur ein Traum (Regie, Drehbuch)[15]
- 2017 Hope (Regie, Drehbuch)[16][17]
- 2018 Races (Regie, Drehbuch)
- 2018 Pacem et Libertatem (Regie, Drehbuch)
- 2019 Pathologie (Produktionsleiter)[18]
- 2019 Europa in Dortmund (Regie, Drehbuch)[19]
- 2019 Die Gedanken sind frei (Regie, Drehbuch)[20]
- 2020 The Washer (Regie, Produktion)
- 2021 First Contact (Produktionsleiter)[21]
- 2021 Grenzenlos (Produktionsleiter)
- 2022 Märchenland (Regie, Drehbuch)